# Gravé dans la roche
 (février 2010).
Si vous disposez d'ouvrages ou d'articles de référence ou si vous connaissez des sites web de qualité traitant du thème abordé ici, merci de compléter l'article en donnant les références utiles à sa vérifiabilité et en les liant à la section « Notes et références ».
Albums de Sniper
Du rire aux larmes
(2001) Trait pour trait
(2006)
Singles
1. Gravé dans la roche
Sortie : 29 avril 2003
2. Y'a pas de mérite/Sans (re)pères
Sortie : 1er décembre 2003

Gravé dans la roche est le deuxième album studio du groupe de rap français Sniper sorti le 19 mai 2003 sur le label Desh Musique.

## Description
Cet album est le deuxième du groupe. Cet opus traite de nombreux sujets comme le conflit israélo-palestinien avec Jeteur de pierres, le réchauffement de la planète sur Visions chaotiques, la pauvreté dans les ghettos dans Gravé dans la roche ou le désœuvrement de certains jeunes dans  Trop vite. Des titres comme Sans (re)pères où ils abordent le thème de la séparation des parents et Gravé dans la roche trouvent un franc succès.
Le morceau Panam All Starz rassemble quant à lui divers artistes représentant chacun un département de la région parisienne :
- Haroun (Scred Connexion) (75)
- Mano Kid Mesa (Ménage à 3) & G-Kill (2 Bal) (77)
- 13Or & 16Ar (L'Skadrille) (78 et 75)
- Sinik & Diam's (91)
- Salif & Zoxea (92)
- Mac Tyer & Mac Kregor (Tandem) (93)
- Rim'K & AP (113) (94)
- Tunisiano, Aketo & Blacko (Sniper) (95)

## Liste des pistes
| No  | Titre                                                                                              | Compositeur(s) | Durée |
| --- | -------------------------------------------------------------------------------------------------- | -------------- | ----- |
| 1.  | Intro                                                                                              |                | 2:07  |
| 2.  | Processus 2003                                                                                     |                | 5:25  |
| 3.  | Visions chaotiques                                                                                 |                | 7:22  |
| 4.  | Gravé dans la roche                                                                                |                | 4:45  |
| 5.  | Pourquoi                                                                                           |                | 5:07  |
| 6.  | Recette maison                                                                                     |                | 3:50  |
| 7.  | Y'a pas de mérite                                                                                  |                | 4:06  |
| 8.  | Sans (re)pères                                                                                     |                | 5:01  |
| 9.  | Ce que j'ai sur le cœur                                                                            |                | 5:12  |
| 10. | 35 heures                                                                                          |                | 3:47  |
| 11. | Hall Story                                                                                         |                | 5:52  |
| 12. | Entre deux (featuring Leïla Rami)                                                                  |                | 4:04  |
| 13. | Trop vite (solo Blacko)                                                                            |                | 5:37  |
| 14. | Jeteur de pierres                                                                                  |                | 6:17  |
| 15. | Interlude micro ouvert                                                                             |                | 1:49  |
| 16. | Panam All Starz (featuring Tandem, 113, G.Kill, Sinik, Diam's, Salif, Zoxea, Haroun & l'Skadrille) |                | 7:48  |

## Classements
| Pays              | Meilleure position | Semaines classées |
| ----------------- | ------------------ | ----------------- |
| France            | 3                  | 54                |
| Belgique Wallonie | 20                 | 7                 |
| Suisse            | 25                 | 17                |

## Certifications
| Pays   | Organisme | Certification | Niveau de certification |
| ------ | --------- | ------------- | ----------------------- |
| France | SNEP      | 2 × Platine   | 600.000                 |